# (1732) Heike
(1732) Heike ist ein Asteroid des Hauptgürtels, der am 9. März 1943 vom deutschen Astronomen Karl Wilhelm Reinmuth in Heidelberg entdeckt wurde.
Der Asteroid ist Heike Neckel, einer Enkelin des deutschen Astronomen Alfred Bohrmann, gewidmet.